# Квециньский, Збигнев
Збигнев Казимеж Квециньский (Zbigniew Kwieciński) (26 декабря 1941, Любранец, — 25 августа 2024) — польский педагог и учёный-социолог, профессор гуманитарных наук, действительный член Польской академии наук (2013). В 1963—1981 годах член Польской объединённой рабочей партии (ПОРП).
Окончил педагогический факультет Университета Николая Коперника в Торуни (1964). Работал там же на гуманитарном факультете.
В 1970 году защитил докторскую диссертацию «Функционирование школы в сельской местности. Исследование периферийной деревни».
В 1973 году присвоена учёная степень доктора философии по результатам защиты диссертации «Функционирование школы в промышленно развитом районе».
Основатель и с 1972 по 1986 год руководитель научно-исследовательской станции Института развития села и сельского хозяйства Польской академии наук в Торуни. В 1974 году основал кафедру социологии на гуманитарном факультете Университета Николая Коперника. В 1987 году утверждён в звании профессора.
В 1991—1999 годах профессор Университета им. Адама Мицкевича в Познани.
В 1998—2006 годах заведующий отделом социологии образования и образовательной политики Института педагогических наук Варминско-Мазурского университета в Ольштыне. С 2006 года заведующий отделом образовательной политики Нижнесилезского технологического университета во Вроцлаве (основное место работы), а также заведующий отделом культурно-просветительских исследований Института педагогики Вроцлавского университета.
С 2007 года член-корреспондент, с 2013 года действительный член Польской академии наук.
Автор научных работ в области педагогической экологии, государственной политики в области образования, и социологии школы, образования и молодежи.
Подготовил 26 докторов наук. Автор более 20 книг, более 300 статей, исследовательских сообщений и обзоров.
Награждён Рыцарским крестом Республики Польша.
Сочинения:
- Funkcjonowanie szkoły w środowisku wiejskim. Studium wsi peryferyjnej (1972),
- Młodzież wobec wartości i norm życia społecznego (1985),
- Socjopatologia edukacji (1992);
- Drogi szkolne młodzieży a środowisko / Zbigniew Kwieciński. Warszawa : Wydawa Szkolne i Pedagogiczne, 1980 −230, [2] s. : tab. 3 wykr. ; 21 cm ISBN 83-02-00519-3, 8302005193